# 원모어타임 (사이토 카즈요시의 노래)
〈원모어타임〉(일본어: ワンモアタイム 완모아타이무[*])은 사이토 카즈요시의 41번째 싱글이다. 2013년 4월 17일에 스피드스타 레코드에서 발매하였다. 사이토 카즈요시 데뷔 20주년째의 제1탄 싱글이다.

## 수록곡
| #  | 제목                            | 작사              | 작곡            | 편곡          | 재생 시간 |
| -- | ------------------------------- | ----------------- | --------------- | ------------- | --------- |
| 1. | 〈원모어타임〉 (ワンモアタイム) | 사이토 카즈요시   | 사이토 카즈요시 |               |           |
| 2. | 〈Hello! Everybody!〉           | 사이토 카즈요시   | 사이토 카즈요시 |               |           |
| 3. | 〈행복 해피〉 (幸せハッピー)    | 이마와노 키요시로 | 호소노 하루오미 | 만마 아키미츠 |           |

## 개설
“강한 마음은 이루어진다”가 테마가 되고 있다. 2013년 개봉한 극장판 《명탐정 코난: 절해의 탐정》의 주제가이다. 

## 타이업
- 도호배급 애니메이션 영화 《명탐정 코난: 절해의 탐정》 주제가 (#1)
- 규돈 체인점 요시노야 CM “등장”편(15초) 음악 (#2)
- 히즈의 커버. HTB 스페셜 드라마 《행복 해피》 닫는 곡 (#3)

| 극장판 《명탐정 코난: 절해의 탐정》 주제가 |                                |                                           |
| 이전 곡: 이키모노가카리 〈봄 노래〉        | 사이토 카즈요시 〈원모어타임〉 | 다음 곡: 시바사키 코우 〈러브서치라이트〉 |